# Aphrodite Terra
Aphrodite Terra (latinsky Afroditina země) je tektonická vyvýšenina v oblasti Venušina rovníku. Rozlohou je podobná Africe, ale na rozdíl od tohoto pozemského kontinentu zřejmě není výsledkem deskové tektoniky, přestože jeví mnohé kompresní útvary. Člení se na Ovda Regio na západě a Thetis Regio na východě – na jihu k ní přiléhá obrovská oblouková struktura Artemis Chasma.